# Stay with Me (chanson d'Erasure)
Pour les articles homonymes, voir Stay with Me.
Singles de Erasure
I Love Saturday
(1994) Fingers & Thumbs (Cold Summer's Day)
(1995)
Clip vidéo
[vidéo] « Stay with Me », sur YouTube
Stay with Me est une chanson du duo britannique Erasure extraite de leur septième album studio, intitulé Erasure et sorti (au Royaume-Uni) le 23 octobre 1995.
Le 11 septembre 1995, six semaines avant la sortie de l'album, la chanson est publiée en single. C'est le premier single de cet album.
Le single débute à la 15e place du classement des ventes de singles britannique (dans la semaine du 17 au 23 septembre 1995), ce qui reste sa meilleure position.